# Vele Orjule

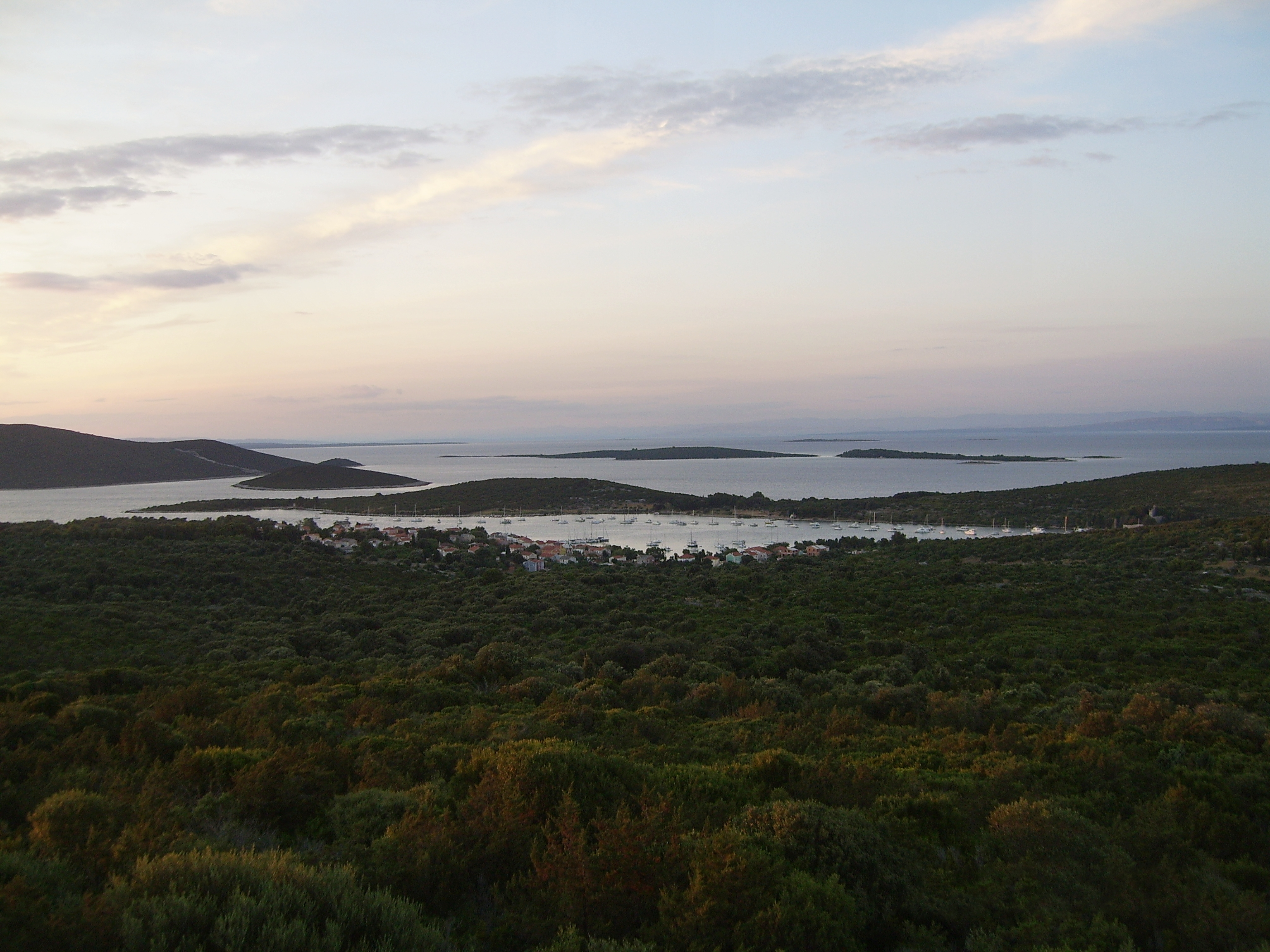
Nhìn từ ngọn đồi cao nhất trên đảo Ilovik

Vele Orjule là một hòn đảo Croatia không có người trên biển Adriatic, nằm ở phía Đông Nam Lošinj. Diện tích của nó là 1,06 km² (0,41 dặm vuông).